# Atlantico (Schiff)
Die Atlantico wurde 1998 als erstes Schiff einer neuen Generation von amphibischen Angriffsschiffen unter dem Namen Ocean (auch HMS Ocean; Kennung: L12) für die britische Marine in Dienst gestellt. Sie war offiziell als Hubschrauberträger (LPH) klassifiziert, konnte jedoch auch als Flugzeugträger für Senkrechtstarter eingesetzt werden. Ihr Nachfolger in der Royal Navy ist die Prince of Wales.
Das Schiff wurde Ende März 2018 außer Dienst gestellt und bereits im Februar 2018 für 84 Millionen Pfund an Brasilien verkauft. Die Marinha do Brasil stellte das Schiff unter dem Namen Atlantico (Kennung: A140) Ende Juni 2018 noch in England als Ersatz der São Paulo in Dienst. Ihr Heimathafen ist Rio de Janeiro.

## Konstruktion

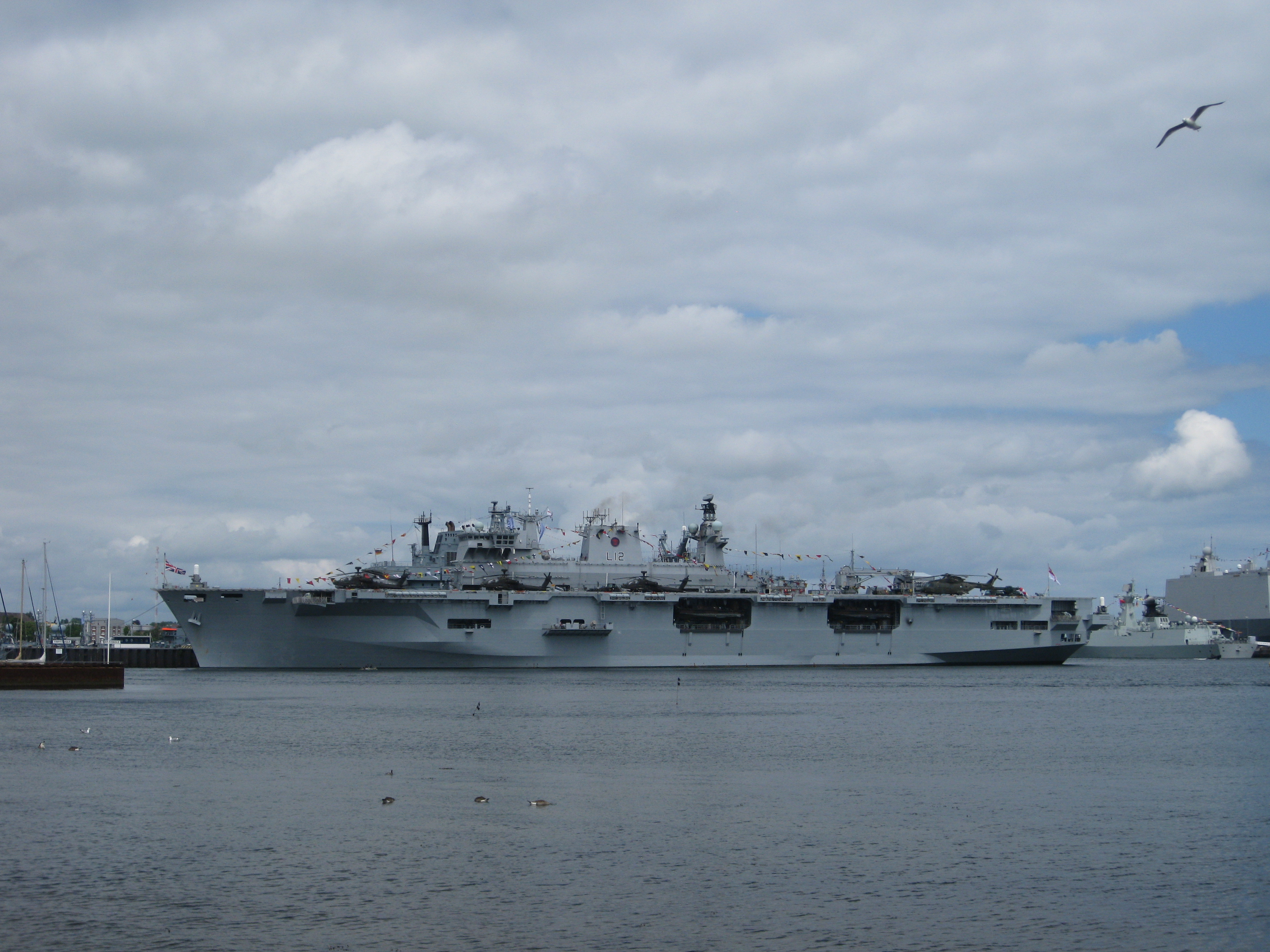
Die Ocean zu Gast bei der Kieler Woche

Der Rumpf des Schiffes basiert auf der Konstruktion der Flugzeugträger der Invincible-Klasse. Unter dem durchgehenden Flugdeck befindet sich ein Hangar für bis zu zwölf Hubschrauber oder zehn Flugzeuge. Insgesamt können bis zu 22 Hubschrauber mitgeführt werden, abhängig von den eingesetzten Helikoptertypen, wobei normalerweise 18 mitgeführt werden. Das Schiff verfügt zudem über vier Landungsboote vom Typ LCVP, die über eine Rampe am Heck beladen werden können. Im Gegensatz zu Docklandungsschiffen (LPD) besitzt sie kein Welldeck oder LCUs.
Die Besonderheit der Ocean ist die weitgehend nach zivilen Standards ausgeführte Bauweise. Hierdurch kostete ihr Bau kaum mehr als der einer Fregatte der Duke-Klasse. Zudem benötigt sie im Vergleich zu anderen Trägerschiffen rund 50 Prozent weniger Besatzung. Als nachteilig erwies sich jedoch, dass aus Kostengründen zivile Technologie in das Schiff integriert wurde, die für den militärischen Einsatz nicht ausreichend erprobt und modifiziert war. Dies führte nach der Indienststellung zu deutlich erhöhten Kosten bei Wartung und Reparatur.

## Geschichte

### Royal Navy

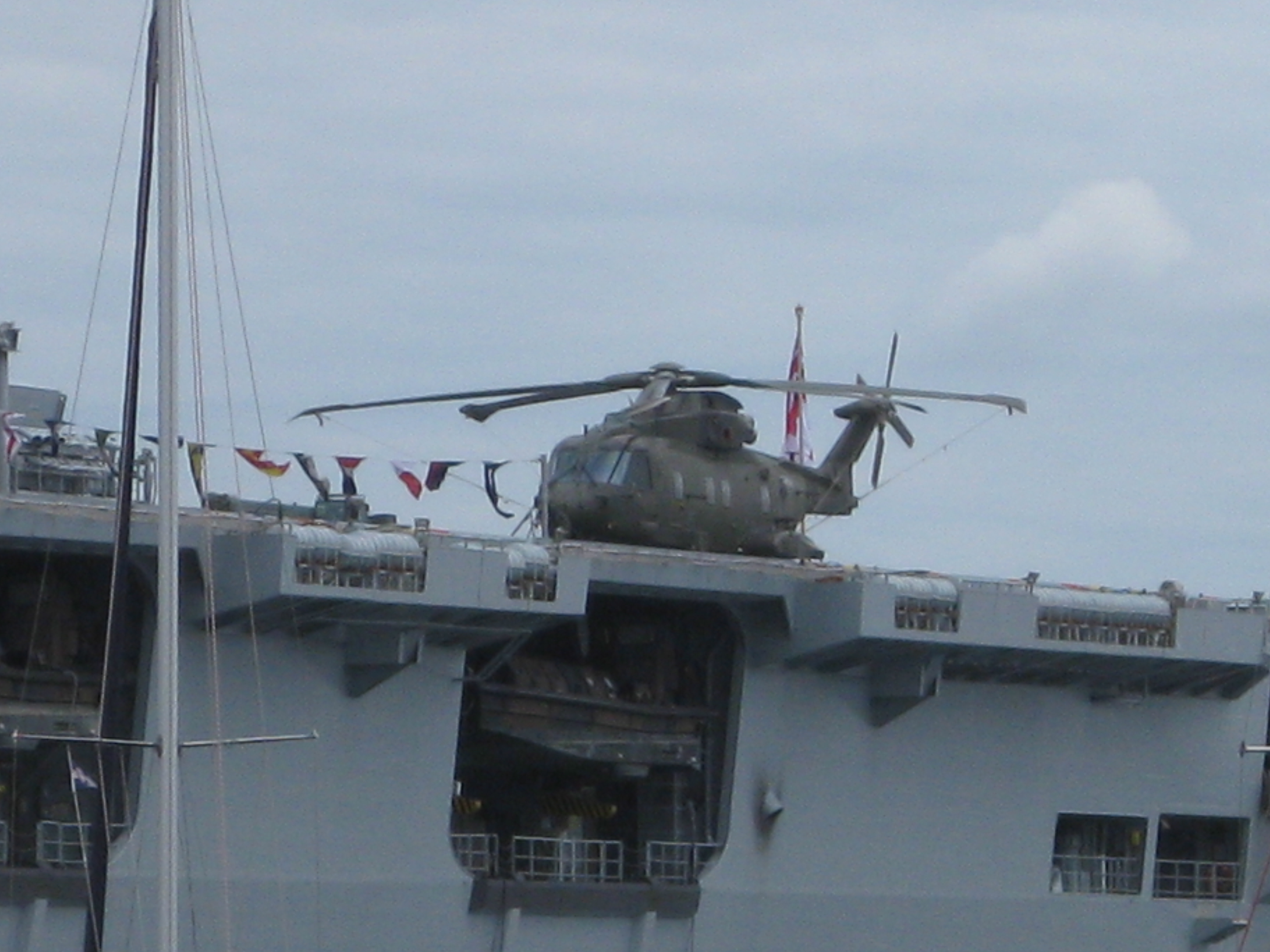
Hubschrauber an Deck

Die Ocean wurde 1993 bei Vickers Shipbuilding Ltd., das heute zu BAE Systems gehört, in Auftrag gegeben und im nordwestenglischen Barrow-in-Furness gebaut. Nach nur 15 Monaten Bauzeit lief sie 1995 vom Stapel. Nach dreijähriger Erprobungszeit wurde sie im September 1998 in Dienst gestellt. In ihrem ersten Einsatz leistete sie bereits im November desselben Jahres humanitäre Hilfe in Honduras, das von Hurrikan Mitch verwüstet worden war. Im folgenden Jahr unterstützte sie die Landung britischer Truppen im Rahmen des Kosovokrieges; anschließend leistete sie Hilfe nach einem schweren Erdbeben in der Türkei. Im Februar 2000 war sie im Indischen Ozean unterwegs, als Mosambik von schweren Überflutungen heimgesucht wurde. Die Ocean unterstützte den Abtransport von Menschen aus den Flutgebieten und die Versorgung mit Hilfsgütern. Im Mai desselben Jahres koordinierte sie im Rahmen der „Operation Palliser“ den Abtransport von Ausländern aus Sierra Leone und die Landung britischer Truppen zur Sicherung der Hauptstadt Freetown.
Im März 2002 löste sie die Illustrious als Flaggschiff der „Operation Veritas“ im Indischen Ozean ab und diente als Basis für die Royal Marines und den Special Air Service bei ihren Operationen in Afghanistan. 2003 wurde die Ocean als Bestandteil des Flugzeugträgerverbandes der Ark Royal in den Persischen Golf entsandt. Während des Irakkrieges operierte sie als Basis für die Royal Marines bei ihrer Landung im Süden des Irak.
Im Juni 2004 fanden auf der Ocean erfolgreiche Tests mit dem damals neuen britischen Kampfhubschrauber WAH-64 Apache statt. Es war das erste Mal, dass ein Apache von einem Schiff aus eingesetzt wurde. Anfang 2005 wurden an der Ocean einige Umbauten vorgenommen, um in Zukunft nicht nur den Transport, sondern auch den Einsatz von bis zu 15 Harrier-Kampfflugzeugen zu ermöglichen. Aufgrund des fehlenden Ski-Jumps, wie ihn die Flugzeugträger der Invincible-Klasse haben, können die Flugzeuge allerdings nur mit leichter Bewaffnung starten. Grund für den Umbau war, dass der Flugzeugträger Invincible im selben Jahr ausgemustert wurde und die Ocean im Notfall als Hilfsflugzeugträger zur Verfügung stehen sollte. Von September 2007 bis September 2008 fand in Devonport die erste Generalüberholung des Schiffes statt.
Im Oktober 2010 wurde nach der Veröffentlichung des neuen Weißbuches („Strategic Defence and Security Review 2010“) die kurzfristige Außerdienststellung der Ocean in Betracht gezogen; im Dezember desselben Jahres wurde jedoch bekannt, dass das Schiff bis auf weiteres als Hubschrauberträger im Dienst bleiben wird.
Am 4. Mai 2012 machte die Ocean in Greenwich (London) fest, um an Sicherheitsübungen teilzunehmen. Während der Olympischen Spiele 2012 diente sie u. a. als Hubschrauberlandeplatz, logistischer Stützpunkt und Unterkunft für 800 Soldaten.

### Marinha do Brasil

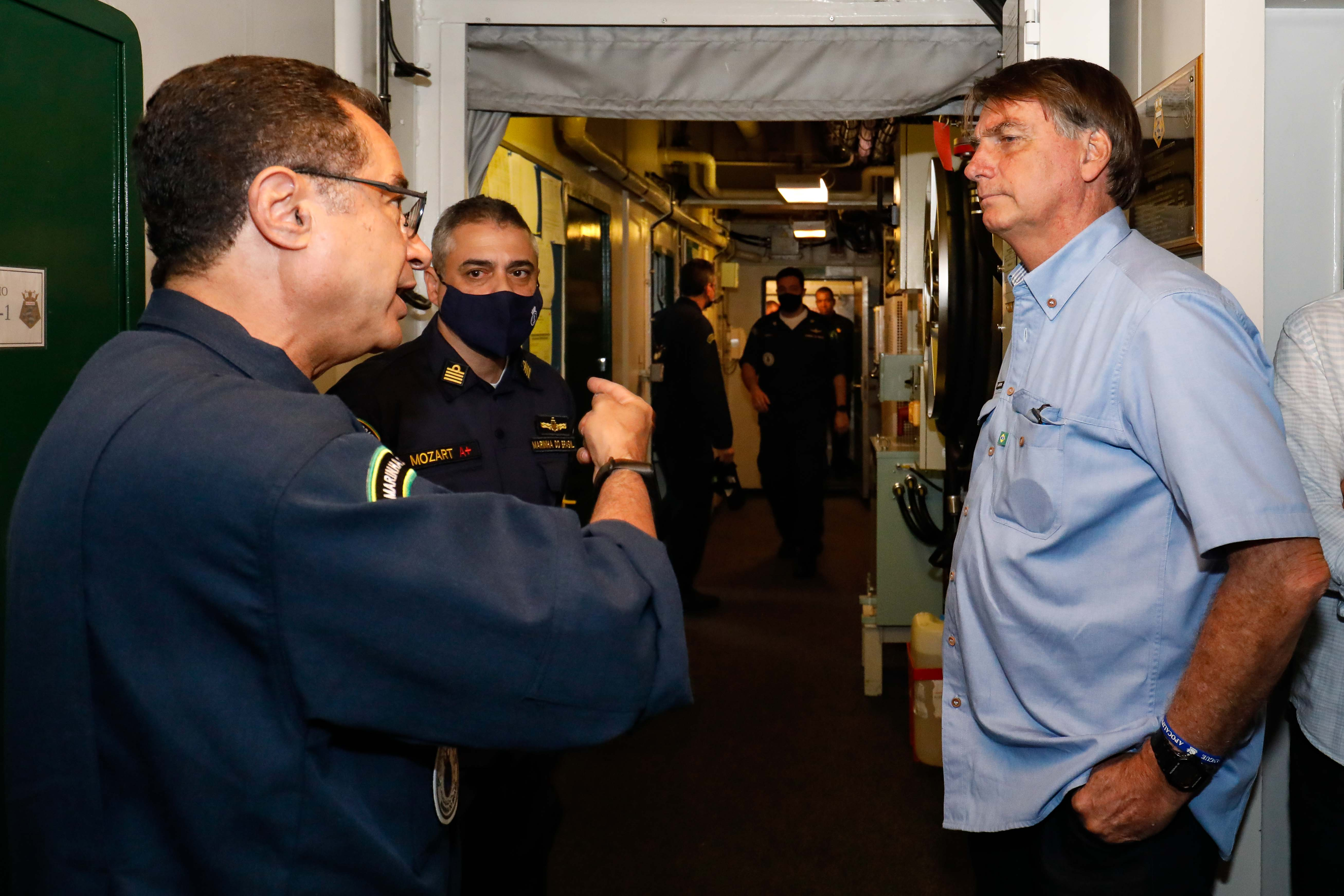
Jair Bolsonaro an Bord des Schiffes

Am 24. November 2015 gab das britische Verteidigungsministerium bekannt, dass die Ocean im März 2018 außer Dienst gestellt werden bzw. an die brasilianische Marine verkauft werden sollte. Der Preis betrug etwa 84 Millionen Pfund. Am 19. Februar 2018 wurde in Plymouth der Kaufvertrag unterschrieben und das Schiff dort am 27. März 2018 außer Dienst gestellt. Am 29. Juni 2018 stellte die brasilianische Marine den Träger in Dienst. Das Schiff erhielt den Namen Atlantico mit der Kennung A140 und ersetzt die São Paulo. Die Atlantico ist im Arsenal do Rio de Janeiro (AMRJ) stationiert.